# Priscagrion kiautai
Priscagrion kiautai är en trollsländeart som beskrevs av Zhou och Wilson 2001. Priscagrion kiautai ingår i släktet Priscagrion och familjen Megapodagrionidae. IUCN kategoriserar arten globalt som otillräckligt studerad. Inga underarter finns listade i Catalogue of Life.